# Паранапанема (річка)
Паранапанема (порт. Rio Cuiabá) — річка Південної Америки, у південній частині Бразилії протікає територією штатів Сан-Паулу та Парана. Ліва притока річки Парани, належить до водного басейну Ла-Плати → Атлантичного океану.

## Географія

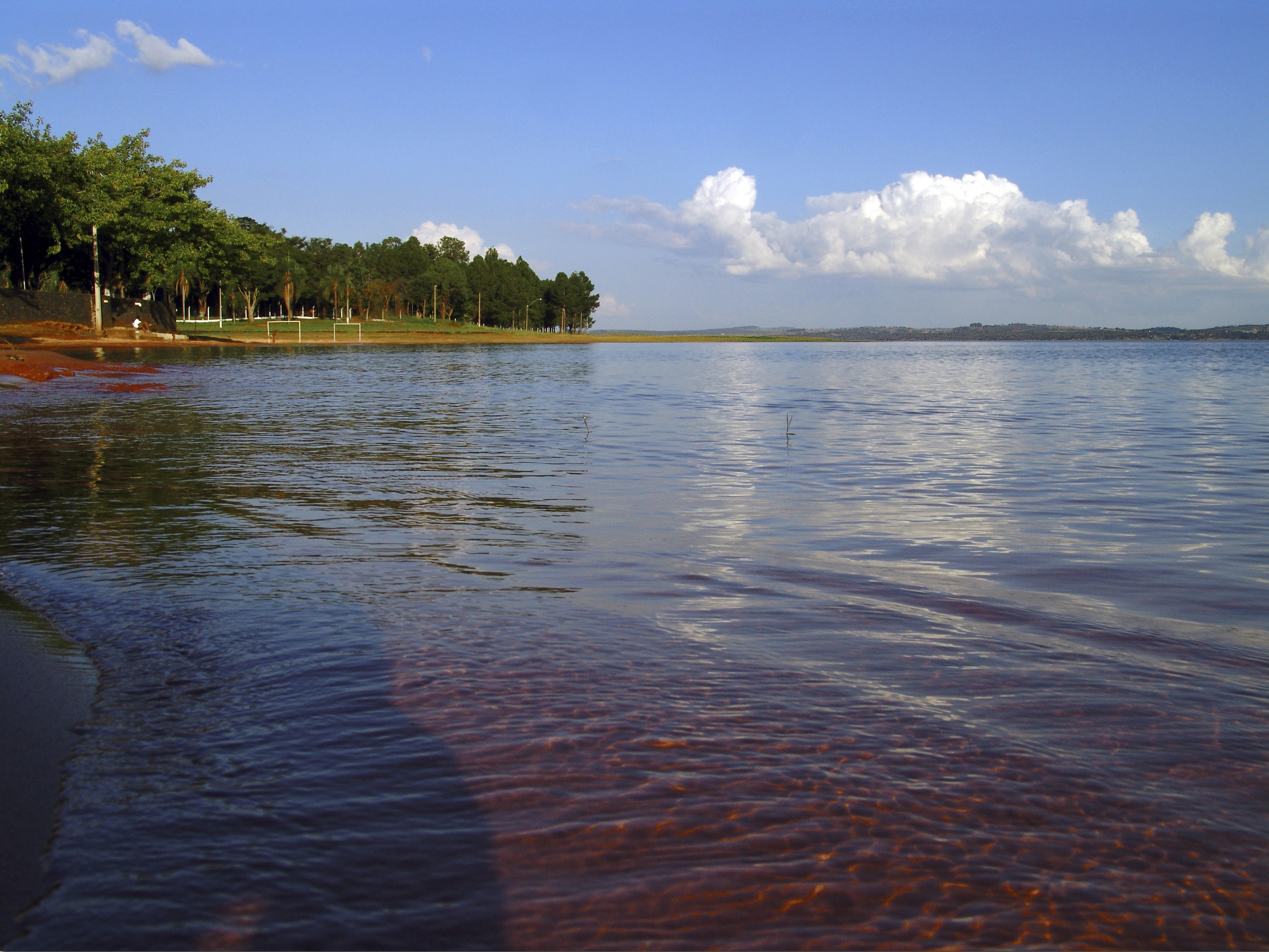
Річка Паранапанема поблизу
міста Аваре

Річка починає свій витік на плато Сьєрра-дус-Агудус, за 12 км на південний схід від міста Рибейран-Гранді, у південно-східній частині штату Сан-Паулу, на висоті понад 800 м над рівнем моря, менше ніж за 100 км на північний захід від атлантичного узбережжя.
Паранапанема у верхів'ї, протягом 100 км, спускається із плато, тече в основному на захід. На річці збудовано 11 гребель ГЕС, чотири з яких потужністю понад 350 МВат (Чавантес — 414, Капівара — 619, Такуарусу — 526 та Розана — 353 МВат), причому три останніх розташовані в нижній течії річища. На ділянці від впадіння лівої притоки Ітарарі і до гирла, Паранапанема утворює природний кордон між штатами Сан-Паулу та Парана. Впадає у Парану з лівого берега, за 7 км на південь від міста Розана, на висоті 233 м.
Річка має довжину 929 км. Площа водного басейну становить 100 800 км². Середній похил річища річки від витоку до гирла — 0,62 м/км, перепад висот 577 м. В нижній течії судноплавна до греблі ГЕС Розана.

## Притоки
Найбільші притоки річки Паранапанема (від витоку до гирла): Ґуапіара (права), Турво (20 км, права), Дас-Алмас (89 км, ліва), Ітапетінга (права), Апіа-Ґуасу (223 км, ліва), Санту-Інакіу (права), Такуарі (117 км, ліва), Ітарарі (ліва), Парду (573 км, права) Нову (66 км, права), Дас-Кінзас (ліва), Сан-Матеус (права), Тібаґі (ліва), Пірапу (права).

## Населенні пункти
Найбільші населені пункти на берегах річки (від витоку до гирла): Кампіна-ду-Монті-Алегрі, Паранапанема, Піражу, Ориньюс, Салту-Гранді, Примейру-ді-Майю, Теодору-Сампайю, Розана.